# Carolina Panthers 2006
La stagione 2006 dei Carolina Panthers è stata la 12ª della franchigia nella National Football League, la sesta con John Fox come capo-allenatore.

## Calendario
| Turno | Data               | Avversario              | Risultato          | Risultato          | Stadio                       | Tabellino          |
| Turno | Data               | Avversario              | Punteggio          | Record             | Stadio                       | Tabellino          |
| ----- | ------------------ | ----------------------- | ------------------ | ------------------ | ---------------------------- | ------------------ |
| 1     | 10/9               | Atlanta Falcons         | S 6–20             | 0–1                | Bank of America Stadium      | 73,522             |
| 2     | 17/9               | at Minnesota Vikings    | S 13–16 (DTS)      | 0–2                | Hubert H. Humphrey Metrodome | 63,623             |
| 3     | 24/9               | at Tampa Bay Buccaneers | V 26–24            | 1–2                | Raymond James Stadium        | 65,423             |
| 4     | 1/10               | New Orleans Saints      | V 21–18            | 2–2                | Bank of America Stadium      | 73,392             |
| 5     | 8/10               | Cleveland Browns        | V 20–12            | 3–2                | Bank of America Stadium      | 73,520             |
| 6     | 15/10              | at Baltimore Ravens     | V 23–21            | 4–2                | M&T Bank Stadium             | 70,762             |
| 7     | 22/10              | at Cincinnati Bengals   | S 14–17            | 4–3                | Paul Brown Stadium           | 65,964             |
| 8     | 29/10              | Dallas Cowboys          | S 14–35            | 4–4                | Bank of America Stadium      | 73,682             |
| 9     | Settimana di pausa | Settimana di pausa      | Settimana di pausa | Settimana di pausa | Settimana di pausa           | Settimana di pausa |
| 10    | 13/11              | Tampa Bay Buccaneers    | V 24–10            | 5–4                | Bank of America Stadium      | 73,573             |
| 11    | 19/11              | St. Louis Rams          | V 15–0             | 6–4                | Bank of America Stadium      | 73,348             |
| 12    | 26/11              | at Washington Redskins  | S 13–17            | 6–5                | FedExField                   | 85,450             |
| 13    | 4/12               | at Philadelphia Eagles  | S 24–27            | 6–6                | Lincoln Financial Field      | 69,098             |
| 14    | 10/12              | New York Giants         | S 13–27            | 6–7                | Bank of America Stadium      | 73,702             |
| 15    | 17/12              | Pittsburgh Steelers     | S 3–37             | 6–8                | Bank of America Stadium      | 73,798             |
| 16    | 24/12              | at Atlanta Falcons      | V 10–3             | 7–8                | Georgia Dome                 | 68,834             |
| 17    | 31/12              | at New Orleans Saints   | V 31–21            | 8–8                | Louisiana Superdome          | 69,569             |